# 耶律仙童
耶律仙童（?—?）。辽国軍人。契丹人。仲父房耶律释魯後裔。
重熙初年，为宿直官，累次進升惕隐、都监。蒲奴里反辽，耶律仙童为五国節度使率軍攻打蒲奴里，俘获其首長陶得里。重熙十八年（1049年），烏古反辽，耶律仙童討伐迫降，任左监門衛上将軍。转任彰国軍節度使，任北院大王。清寧二年（1056年），知黄龍府事。转任侍衛親軍馬步軍都指揮，历任忠順軍節度使、武定軍節度使。致仕，封蒋国公。咸雍初年，徙封許国公，去世。

## 延伸阅读
[在维基数据编辑]
 《遼史·卷95》，出自脱脱《遼史》